# Royaume Baoulé

. 
 (mai 2016).
Le royaume Baoulé (Baouléman) a été fondé au XVIIIe siècle par Nanan Abla Pokou au terme de l'exode qui l'a conduite de l'Asanteman jusqu'au centre de la Côte d'Ivoire. Baouléman signifie « pays (ou royaume) des Baoulés ».

## Historique
Vers la fin du XVIIe siècle et au début du XVIIIe siècle, à la suite de multiples guerres entre les tribus Akan du Ghana, et à la suite des conflits dynastiques à l’intérieur du royaume Asante à la mort du roi Osei Toutou, des vagues successives de populations ont émigré vers l’ouest de l’autre côté du Kumwin (fleuve Comoé) pour trouver la paix. « Deux batailles décisives en 1701, la première à Edunku puis à Feyase voient la déroute des armées denkyira. Malgré la mort tragique du roi Ntim Gyakari, les Denkyira, avec à leur tête Badu Akrafi Brempon, résistent désespérément, mais ce dernier est capturé à son tour par les Ashanti. La migration denkyira se fera alors de façon massive dans toutes les directions. Vers Mpoho dans le Wassa, en Akyem et sur la côte. Une partie importante des migrants passe par les territoires de l’Aowin et du Sefwi pour s’établir définitivement dans le futur baoulé. Ce fut le peuplement alanguira qui se fera entre 1701 et 1706. »,
À la suite du décès de l'Asantehene Opokou Waré, Kusi Obodom se fit introniser, puis assassina Dako, l'héritier légitime, frère de Abla Pokou. Le massacre des partisans et parents de la victime va aboutir à la grande division du royaume fondé par Osei Toutou. C’est ainsi qu’une partie de la population asante, éprise de paix et de justice, conduite par la reine Abla Pokou, s’est installée dans le centre de la Côte d’Ivoire d’aujourd’hui pour fonder le Baouléman,.
Sur le chemin d’exil, les Baoulés ont fait escale à Tiassalé où Tano Adjo, une des sœurs de la Reine s’est installée. Arrivées dans la région de Bouaké, Pokou et sa suite se sont installées à Niamonou dans le N’drannouan. À sa mort, sa nièce Akwa Boni lui a succédé. Celle-ci a conquis de nouvelles terres, donnant au Baouléman sa configuration géographique actuelle, couvrant environ 30 000 km2 et s'étend de Bouaké à Tiassalé en passant par Tiébissou, Yamoussoukro et Toumodi, de Béoumi à Daoukro et Dimbokro, entre le Bandama blanc et le N'Zi. Ayant quitté Niamonou, Akwa Boni a créé un village, Walébo (Oualèbo), plus à l'ouest ; à sa mort en 1790 dans le Yaouré, sa dépouille a été ramenée dans le village pour y être inhumée. Ce village a été rebaptisé Sakassou. Sa région et son peuple ont gardé le nom Walebo (Oualèbo),,
Après le décès de la reine Nanan Akoua Boni II, Nanan Maxime Kouadio est intronisé quatorzième roi du royaume baoulé le 17 juin 2024 avec pour nom de règne Nanan Kouakou Djè II.